# Новый Тихонов
Новый Тихонов — хутор в Старополтавском районе Волгоградской области. Административный центр Новотихоновского сельского поселения.
Хутор расположен в степи близ восточной оконечности Ерусланского залива Волгоградского водохранилища в 43 км (по автодорогам) от районного центра села Старая Полтавка.

## История
Образован в 1962 году на базе фермы № 1 совхоза «Посевной» Валуевского сельского Совета (Согласно справочнику "От Эльтона до Урюпинска (поселения Волгоградской области)" хутор был основан в 1959 году в результате переселения жителей попавшего в зону затопления Волгоградского водохранилища села Нижний Еруслан).

## Население
Динамика численности населения по годам:
| 1987 | 2002 |
| ---- | ---- |
| ≈490 | 432  |

| 2010 |
| ---- |
| 354  |